# Shinn Ridge
Shinn Ridge ist ein felsiger Gebirgszug im westantarktischen Ellsworthland. In der Sentinel Range des Ellsworthgebirges erstreckt er sich vom Mount Shinn in nordöstlicher Richtung über eine Länge von 6,5 km.
Das Advisory Committee on Antarctic Names benannte ihn 2006 in Anlehnung an die Benennung des gleichnamigen Berges nach Conrad Selwyn Shinn (* 1922), Pilot der United States Navy, dem mit einer Douglas DC-3 am 31. Oktober 1956 die erste Landung am geographischen Südpol gelang.